# Vier-Länder-Meisterschaften 2025

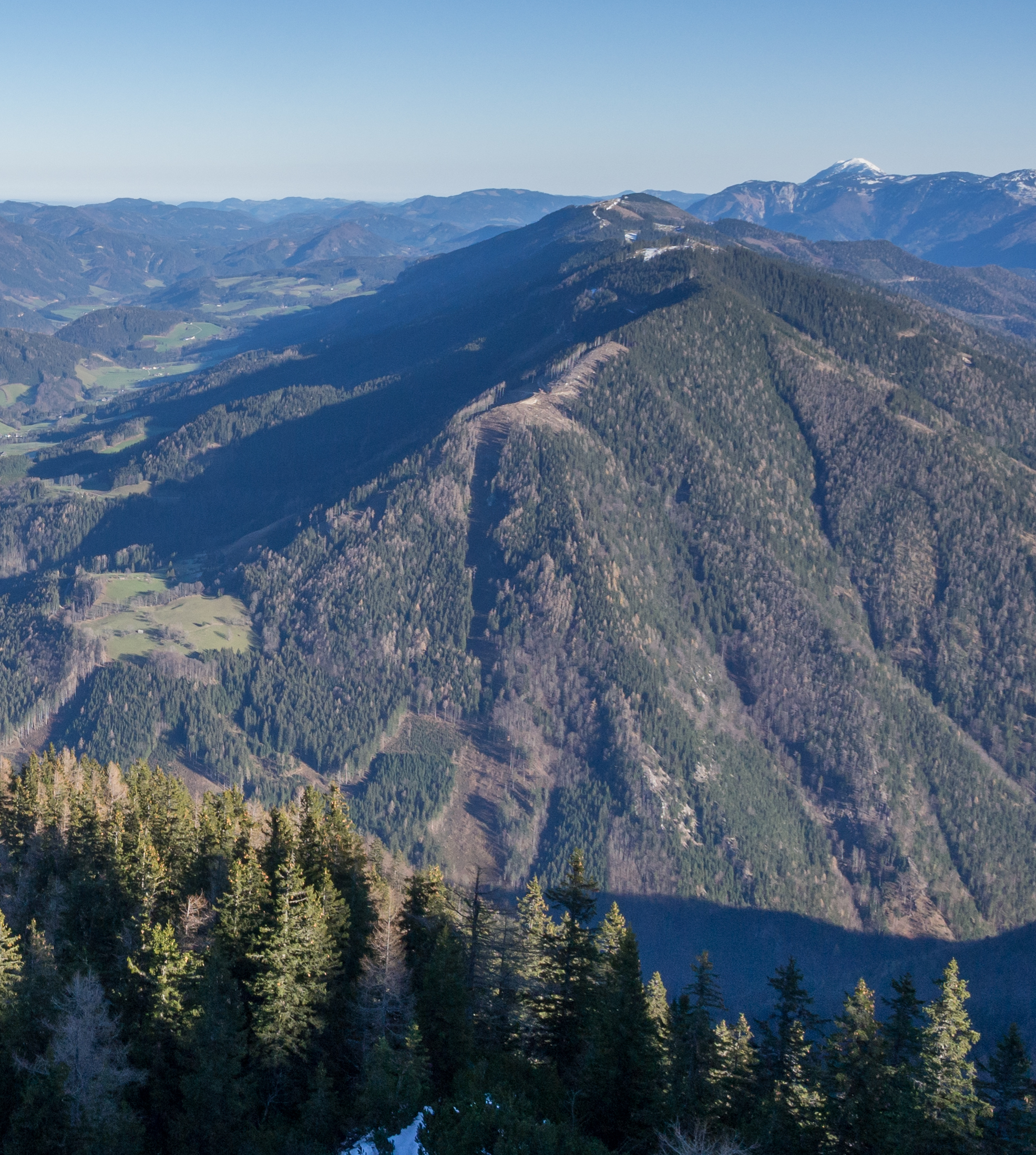
Blick auf den Königsberg in Niederösterreich

 Die Vier-Länder-Meisterschaften 2025 im Straßenradsport fanden am 6. Juli 2025 in den Ybbstaler Alpen in Österreich statt.
Die U23-Straßenmeisterschaften für Frauen und Männer wurden auf einem Rundkurs ausgefahren, auf dem 2023 die österreichischen Straßenmeisterschaften ausgetragen wurden. Ziel war eine Bergankunft am Königsberg in Hollenstein.
Diese internationale Form einer nationalen Meisterschaft wird seit 2018 ausgetragen, zunächst als Drei-Länder-Meisterschaft der Männer U23 von Deutschland, der Schweiz und Luxemburg. 2023 wurden die Rennen der Frauen aus diesen Ländern und aus Österreich mit ins Programm aufgenommen, 2024 für die Männer ebenfalls auf Österreich ausgeweitet. Erwartet wurden rund 200 Starter und rund 60 Starterinnen.

## Ergebnisse

### Frauen

#### Gesamtwertung
| Platz | Nation      | Athlet                   | Zeit (h) |
| 1     | Deutschland | Linda Riedmann           | 2:40:07  |
| 2     | Luxemburg   | Marie Schreiber          | + 0:14   |
| 3     | Deutschland | Selma Lantzsch           | + 0:33   |
| 4     | Osterreich  | Therese Feuersinger (WE) | + 2:47   |
| 5     | Deutschland | Lydia Ventker (WE)       | + 3:42   |
| 6     | Deutschland | Jette Aelken             | + 3:42   |
| 7     | Schweiz     | Anina Hutter             | + 3:53   |
| 8     | Deutschland | Pia Grünewald            | + 4:00   |
| 9     | Deutschland | Emily Fuchs              | + 4:03   |
| 10    | Osterreich  | Franziska Ehrenreich     | + 4:05   |

WE = Elite Frauen - diese Resultate werden nicht für die U23-Meisterschaft gezählt.

##### Deutschland

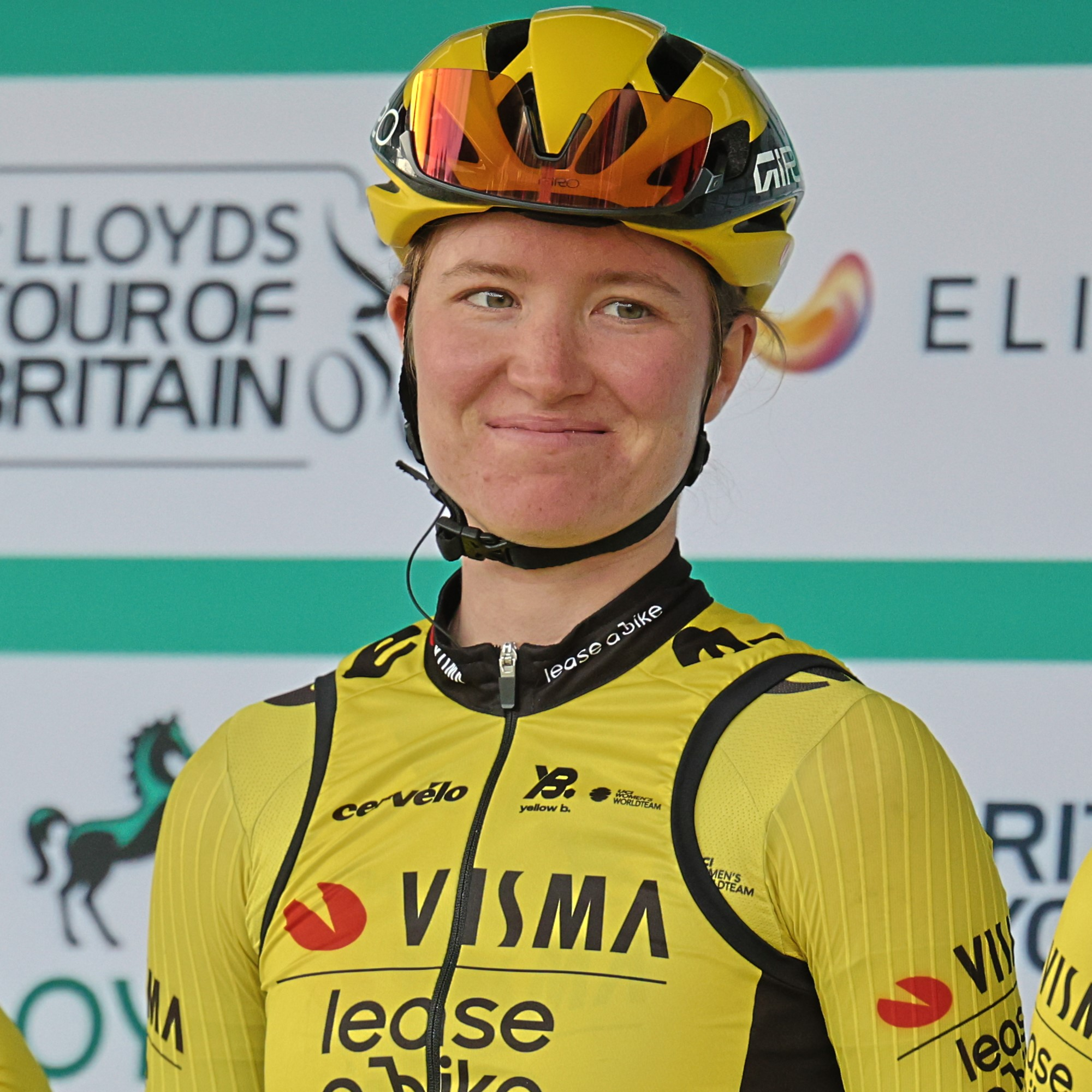
Linda Riedmann (hier bei der Tour of Britain 2025) wurde deutsche U23-Meisterin

| Platz | Athlet                | Zeit      |
| ----- | --------------------- | --------- |
| 1     | Linda Riedmann        | 2:40:07 h |
| 2     | Selma Lantzsch        | + 0:33    |
| 3     | Jette Aelken          | + 3:42    |
| 4     | Pia Grünewald         | + 4:00    |
| 5     | Emily Fuchs           | + 4:03    |
| 6     | Malin Bruhns          | + 5:00    |
| 7     | Lena Gömmel           | + 5:02    |
| 8     | Clara Jäger           | + 5:26    |
| 9     | Jette Simon           | + 5:41    |
| 10    | Seána Littbarski-Gray | + 6:41    |

##### Luxemburg
| Platz | Athlet          | Zeit      |
| ----- | --------------- | --------- |
| 1     | Marie Schreiber | 2:40:21 h |
| 2     | Layla Barthels  | + 4:34    |
| 2     | Liv Wenzel      | + 6:14    |

##### Österreich
| Platz | Athlet               | Zeit      |
| ----- | -------------------- | --------- |
| 1     | Franziska Ehrenreich | 2:44:12 h |
| 2     | Tabea Huys           | + 1:30    |
| 3     | Johanna Martini      | + 3:49    |
| 4     | Sophia Knaubert      | + 6:38    |
| 5     | Julia Hallwirth      | + 11:36   |

##### Schweiz
| Platz | Athlet          | Zeit      |
| ----- | --------------- | --------- |
| 1     | Anina Hutter    | 2:44:00 h |
| 2     | Lorena Leu      | + 0:20    |
| 3     | Lea Huber       | + 0:42    |
| 4     | Aline Epp       | + 0:46    |
| 5     | Janice Stettler | + 1:09    |
| 6     | Malu Gaggioli   | + 5:08    |

### Männer

#### Gesamtwertung

##### Deutschland
| Platz | Athlet           | Zeit      |
| ----- | ---------------- | --------- |
| 1     | Mauro Brenner    | 3:41:29 h |
| 2     | Lukas Walzer     | + 0:20    |
| 3     | Paul Fietzke     | + 0:31    |
| 4     | Max Bock         | + 0:37    |
| 5     | Ben Felix Jochum | + 0:45    |
| 6     | Jakob Huschle    | + 0:55    |
| 7     | Tim Kössler      | + 0:55    |
| 8     | Henri Appelbaum  | + 0:58    |
| 9     | Eike Behrens     | + 1:00    |
| 10    | Jermaine Zemke   | + 1:08    |

##### Österreich
| Platz | Athlet                | Zeit      |
| ----- | --------------------- | --------- |
| 1     | Marco Schrettl        | 3:41:53 h |
| 2     | Jakob Purtscheller    | + 0:00    |
| 3     | Benjamin Eckerstorfer | + 0:48    |
| 4     | Kilian Feuerstein     | + 0:54    |
| 5     | David Paumann         | + 1:06    |
| 6     | Matthias Gusner       | + 1:14    |
| 7     | Sebastian Putz        | + 1:22    |
| 8     | Laurin Nenning        | + 1:22    |
| 9     | Dominik Hödlmoser     | + 1:46    |
| 10    | David Preyler         | + 3:16    |

##### Luxemburg
| Platz | Athlet          | Zeit      |
| ----- | --------------- | --------- |
| 1     | Arno Wallenborn | 3:42:04 h |
| 2     | Noé Ury         | + 1:41    |

##### Schweiz
| Platz | Athlet           | Zeit      |
| ----- | ---------------- | --------- |
| 1     | Diego Casagrande | 3:41:53 h |
| 2     | Robin Donzé      | + 0:00    |
| 3     | Jan Huber        | + 0:13    |
| 4     | Joël Tinner      | + 0:17    |
| 5     | Nicola Zumsteg   | + 0:27    |
| 6     | Nils Aebersold   | + 0:31    |
| 7     | Arthur Progin    | + 0:48    |
| 8     | Florian Hochuli  | + 0:52    |
| 9     | Jim Breitler     | + 0:59    |
| 10    | Hugo Pittet      | + 1:03    |